# Nacionalni arheološki muzej u Ateni
Nacionalni arheološki muzej u Ateni (grčki: Εθνικό Αρχαιολογικό Μουσείο) je muzej u grčkoj prijestolnici Ateni koji se smatra za jedan od najvažnijih arheoloških muzeja na svijetu. U njemu se nalaze neki od najvažnijih artefakata s arheoloških lokaliteta širom Grčke, a koji datiraju od prapovijesti do kasne antike, uključujući neke od najkvalitetnijih starogrčkih artefakata. Smješten je na području Exarhia u središtu Atene između ulica Epirus, Bouboulina i Tositsas, a ulaz mu se nalazi uz aveniju Patission, odmah uz povijesno važnu Atensku politehničku školu.

## Povijest
Nacionalni arheološki muzej u Ateni zasnovao je grčki premijer Ioannis Kapodistrias u Aigini 1829. godine, ali je kolekcija promijenila više lokacija (čak i Hefestov hram na Agori) dok nije objavljen natječaj za zgradu institucije 1858. god. Zgrada je započeta 1866. i dovršena je 1889. prema planovima arhitekata Ludwiga Langea i kansije Panagisa Kalkosa, zahvaljujući financijskoj pomoći grčke vlade i Arheološkog društva Atene (osn. 1837.). Zgrada ima dojmljivo neoklasicističko pročelje koje je tada bilo jako popularno u Europi, ali je i u skladu s mnoštvom klasičnih predmeta u njezinoj kolekciji. Ispred muzeja je uređen i veliki klasicistički vrt koji je ispunjen skulpturama. Zgrada je proširena i obnovljena od 1932.-'39., te 2003. – 2004., za XXVIII. Olimpijske igre – Atena 2004.

## Kolekcija
Kolekcija od više od 20.000 artefakata u 64 prostorije je organizirana više-manje kronološki u pet zasebnih cjelina: 
- prapovijesna zbirka u prostorijama od 3-6, te 48 (Santorini kolekcija) predstavlja neolitičku i ranu brončanu prapovijesnu umjetnost, ali i kikladsku, minojsku i mikensku kulturu od 6800. pr. Kr. do 1050. pr. Kr.
- zbirka skulptura od 7. – 5. stoljeća pr. Kr. (sobe 7-34) predstavlja brojne nepoznate, ali i poznate kipare antike kao što su Miron i Skopas.
- zbirka keramika od 11. stoljeće pr. Kr. do rimskog doba (sobe 42 i od 49-56) je najvažnija takve vrste na svijetu s brojnim jedinstvenim oslikanim kermikama.
- zbirka bronci (sobe 36-39)
- egipatska i pred-islamska zbirka (sobe 40 i 41) predstavljaju 1100 predmeta od više od 6000 u posjedu muzeja i smatra se za jednom od ponajboljih zbirki egipatske umjetnosti u Europi, dok su predmeti bizantske umjetnosti (Stathatos zbirka) uglavnom nakit, vaze i keramika (njih oko 1000).

- Idoli, Cikladi, 28.-24. stoljeće pr. Kr.
- Agamemnonova maska, Mikena, 16. stoljeće pr. Kr.
- Nestorov pehar, Mikena, 16. stoljeće pr. Kr.
- Bokseri i Antilope, Santorini, 16. stoljeće pr. Kr.
- Dipilonska vaza, Dipilon, oko 760. pr. Kr.
- Heraklo protiv kentaura, Nessos, 6. stoljeće pr. Kr.
- Posejdon iz Artemizija, oko 550. pr. Kr.
- Ploče iz Pitse, Korint, najstarije slike na drvenim pločama iz oko 540. pr. Kr.
- Kuros iz Anavysosa, oko 530. pr. Kr.
- Poliklet, Dijadumen, Del, 6. stoljeće pr. Kr.
- Maratonski dječak, Maraton, 340.-330. pr. Kr.
- Pogrebna stela, Egesta, 5. stoljeće pr. Kr.
- Fidija, Atena Partenos, 3. stoljeće pr. Kr.
- Mehanizam iz Antikitere, Antikitera, 150.-100. pr. Kr.
- Afrodita i Pan, Paros, 100. pr. Kr.
- Efeb iz Antikitere, oko 70.-60. Kr.
- August s konjaničkog spomenika, Atena, 1. stoljeće pr. Kr.

U muzeju se nalazi i velika kolekcija fotografija i knjižnica arheoloških istraživanja, te laboratoriji za obradu predmeta, te fotografski i kemijski laboratorij. Također, pored stalnog postava u muzeju se održavaju i privremene izložbe, a posjeduje i dvoranu za konferencije, veliku suvenirnicu i kafić u atriju.

## Vanjske poveznice
- Nacionalni arheološki muzej  Arhivirana inačica izvorne stranice od 22. lipnja 2007. (Wayback Machine) Grčko ministarstvo kulture (engl.)
- Artefakti u muzeju, fotograf Richard Speaker, 2000.  Arhivirana inačica izvorne stranice od 11. lipnja 2009. (Wayback Machine)